# MAZ-537

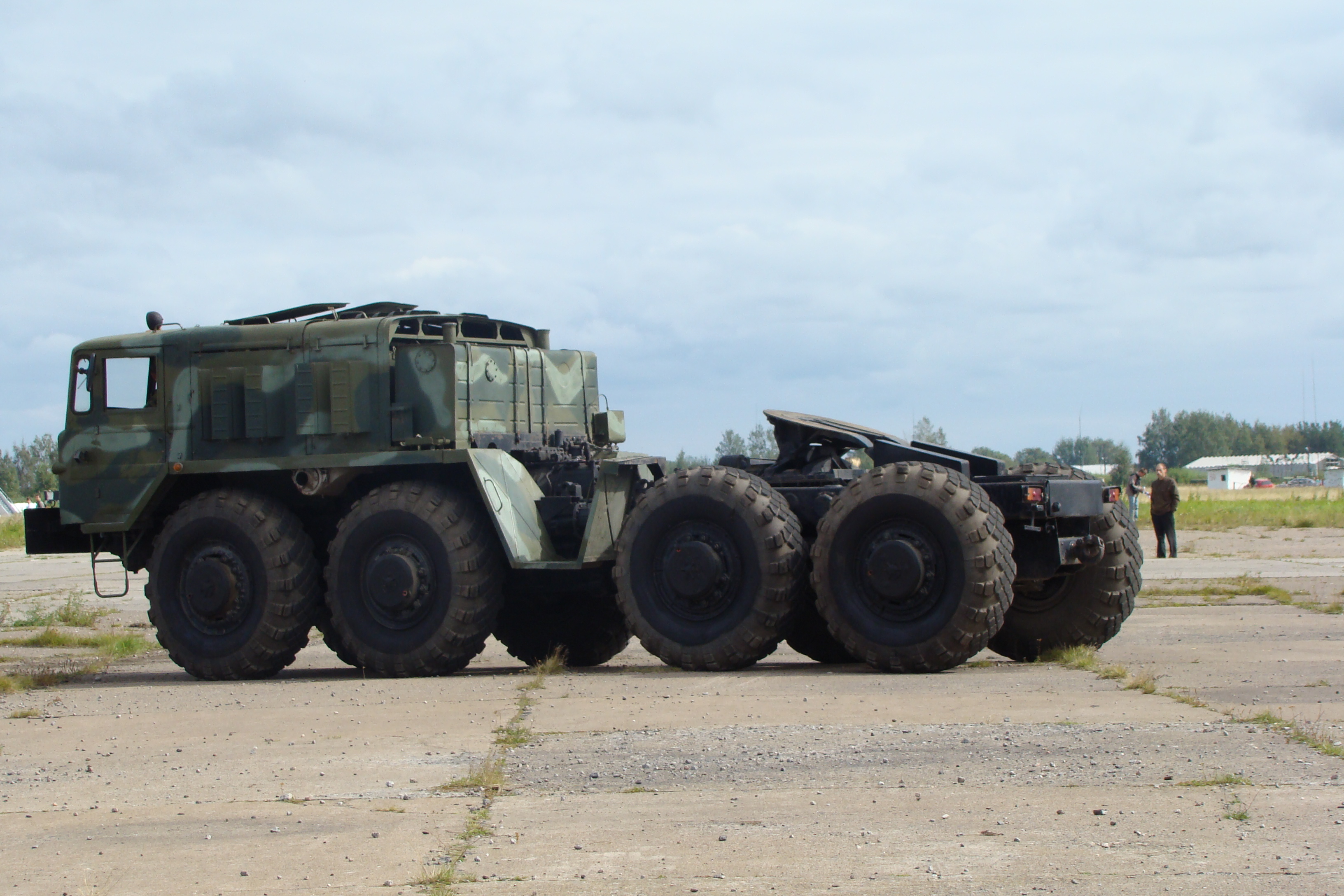

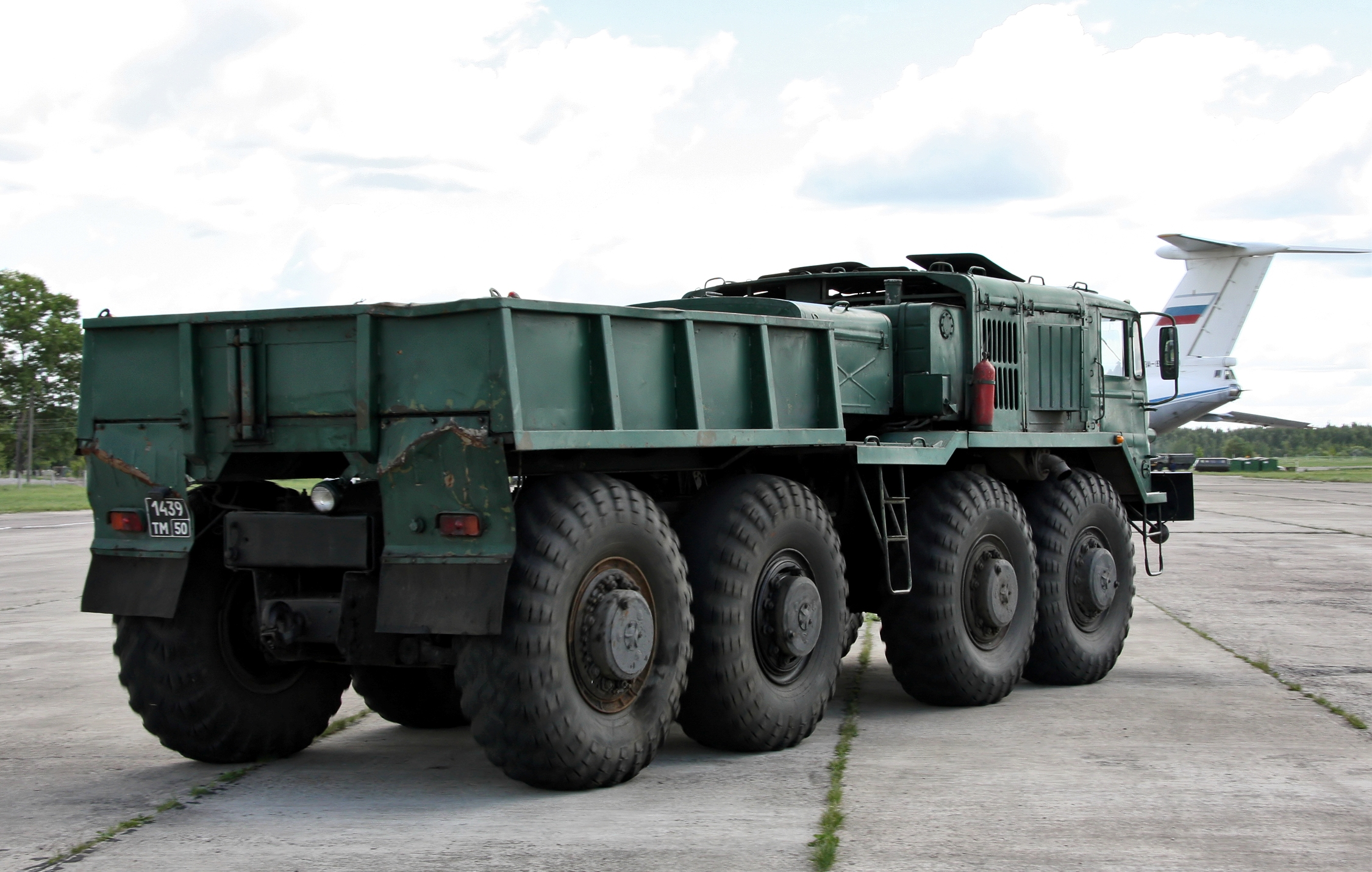
camion-tracteur à la base aérienne Migalovo dans l'oblast de Tver

Le MAZ-537 (en russe : МАЗ-537) est un camion militaire de l'Armée rouge/des forces armées de la fédération de Russie.

## Histoire
Il sert notamment comme transporteur de char et comme tracteur d'artillerie, dans ce domaine il est capable de transporter des missiles balistiques R-14 Chusovaya.
Certaines de ses versions actuelles se nomment KET-T.
Son prédécesseur est le MAZ-535.

## Galerie d'images

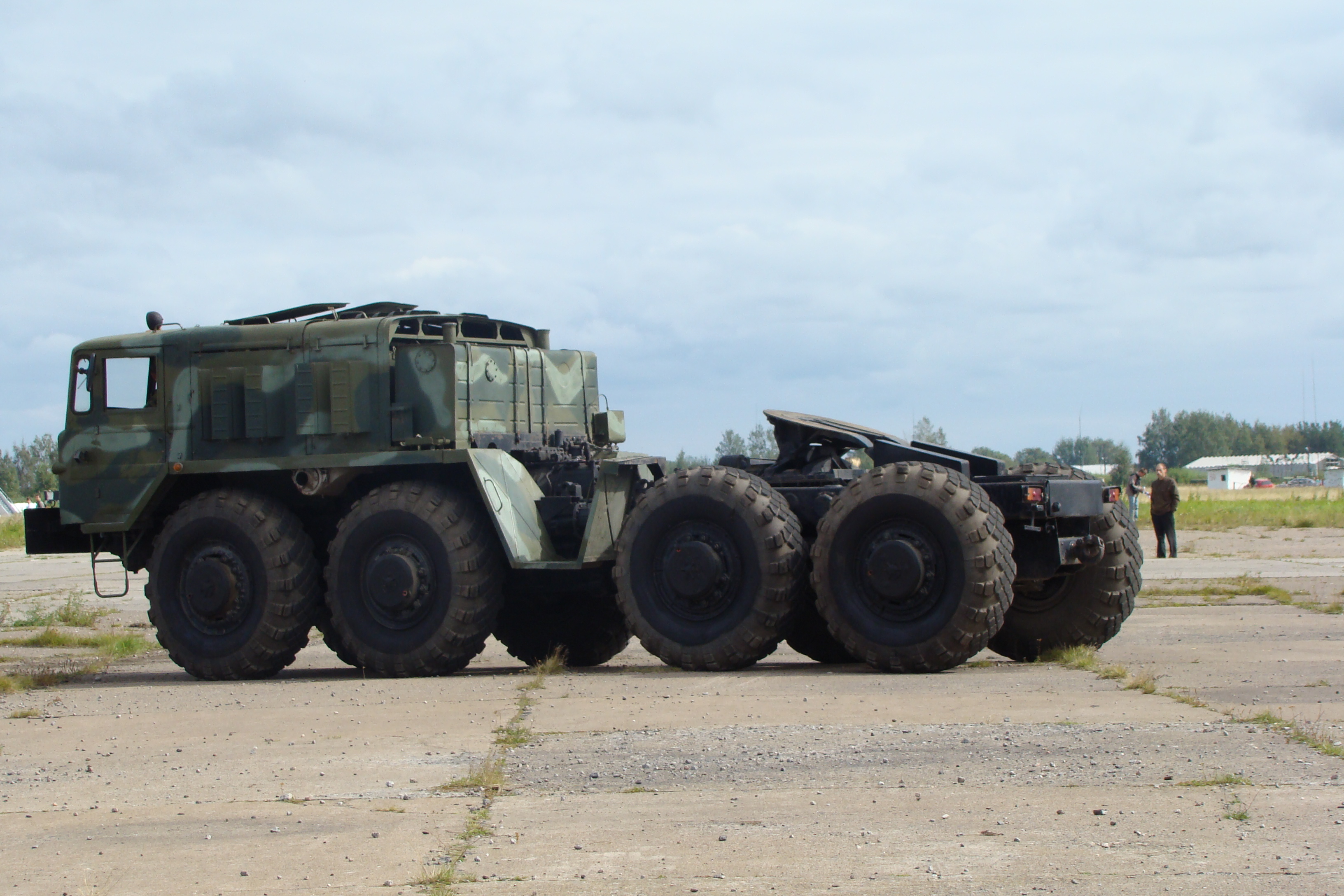
Vue latérale d'un MAZ-537.
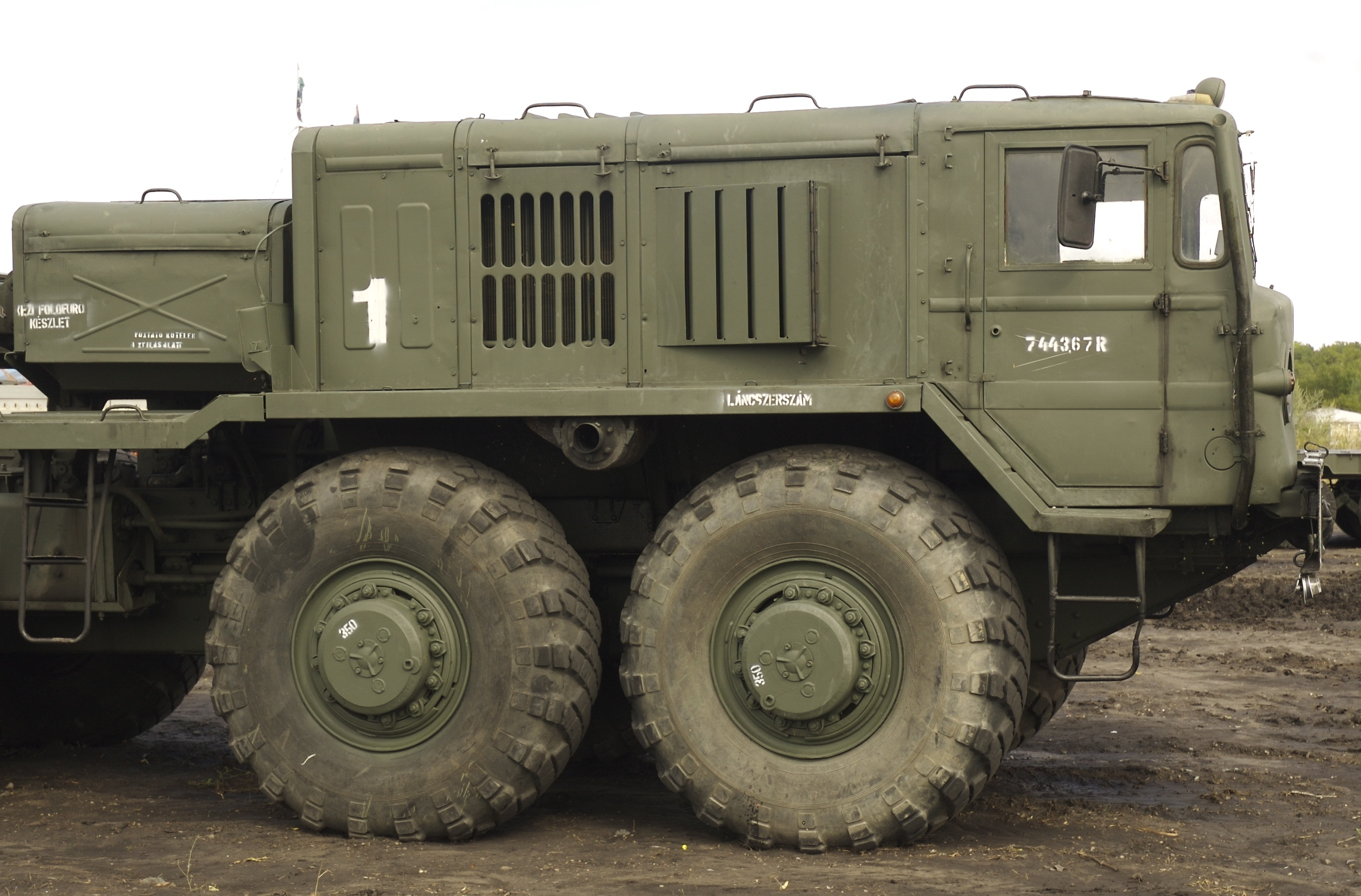
Vue latérale d'un MAZ-537G. (2010)
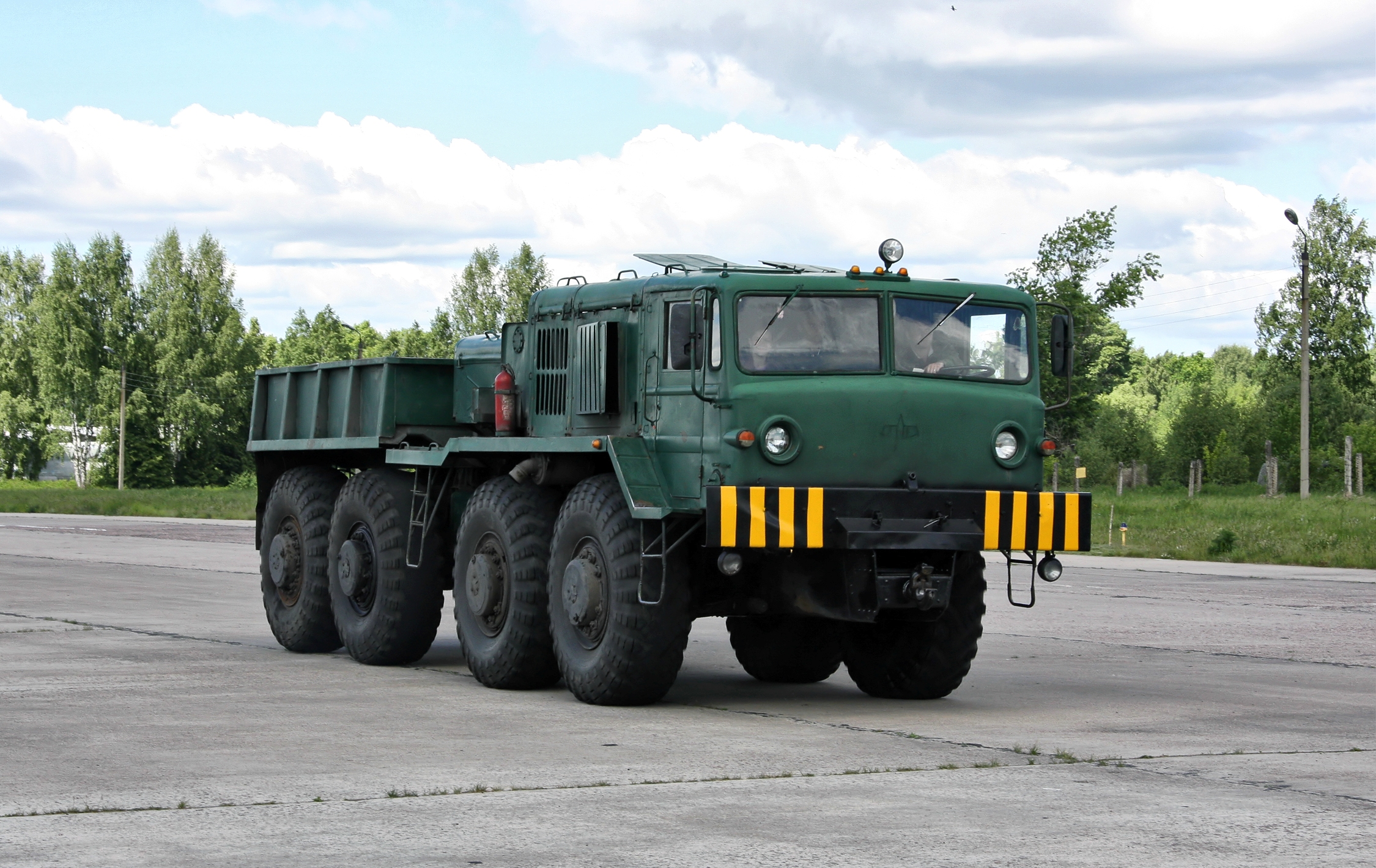
remorqueur d'aviation MAZ-537L (2011)
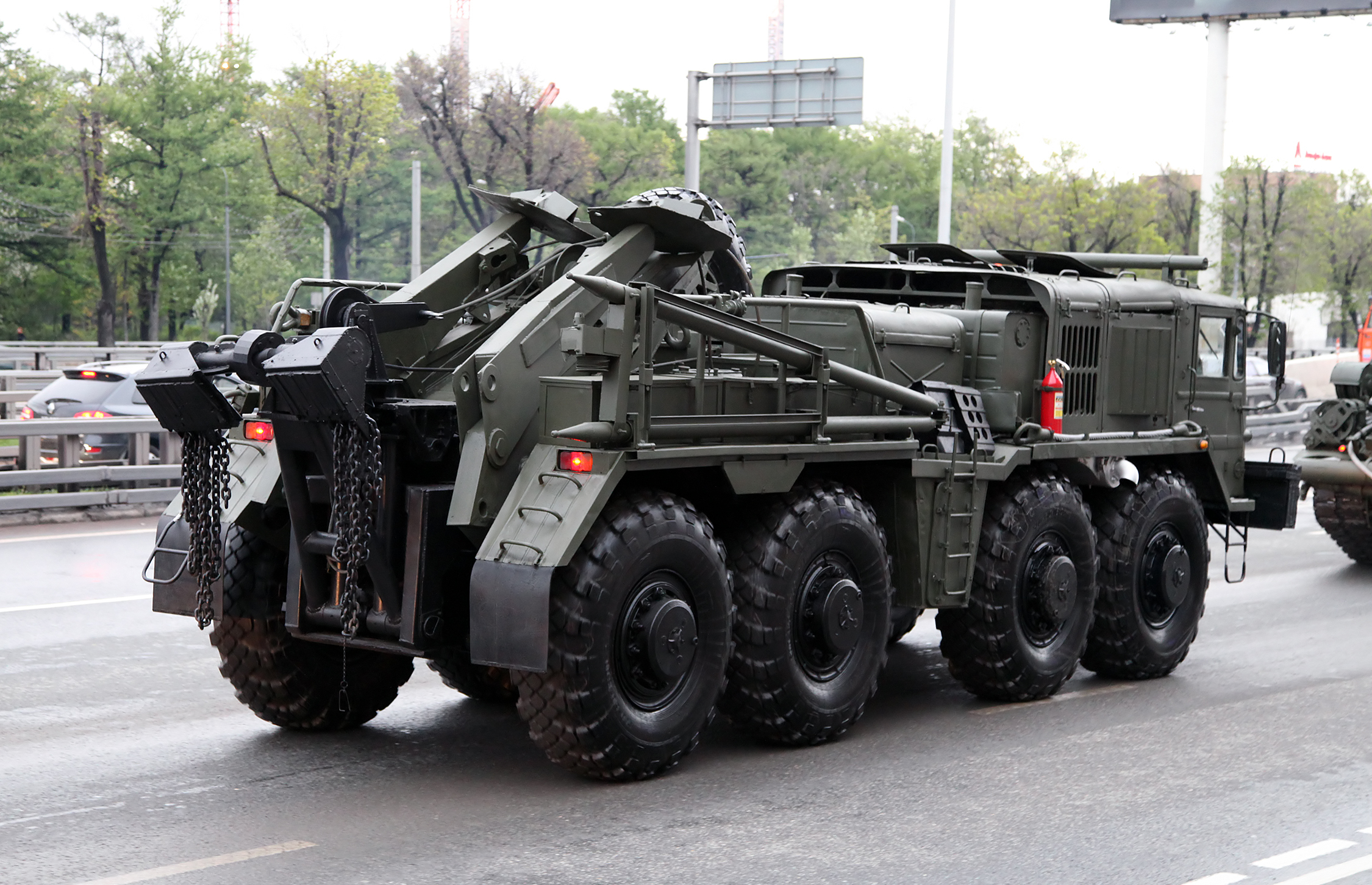
Version KET-T- 2014)
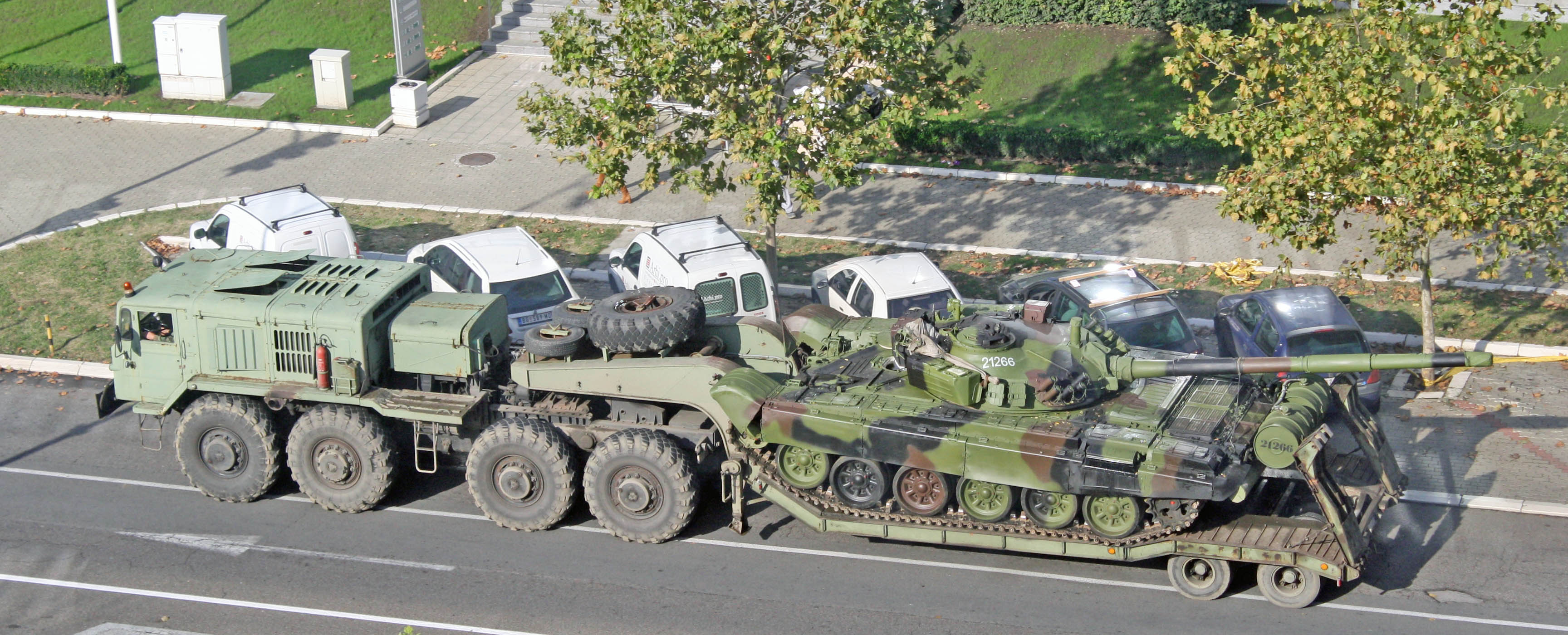
MAZ-537G en service en Serbie avec un M-84
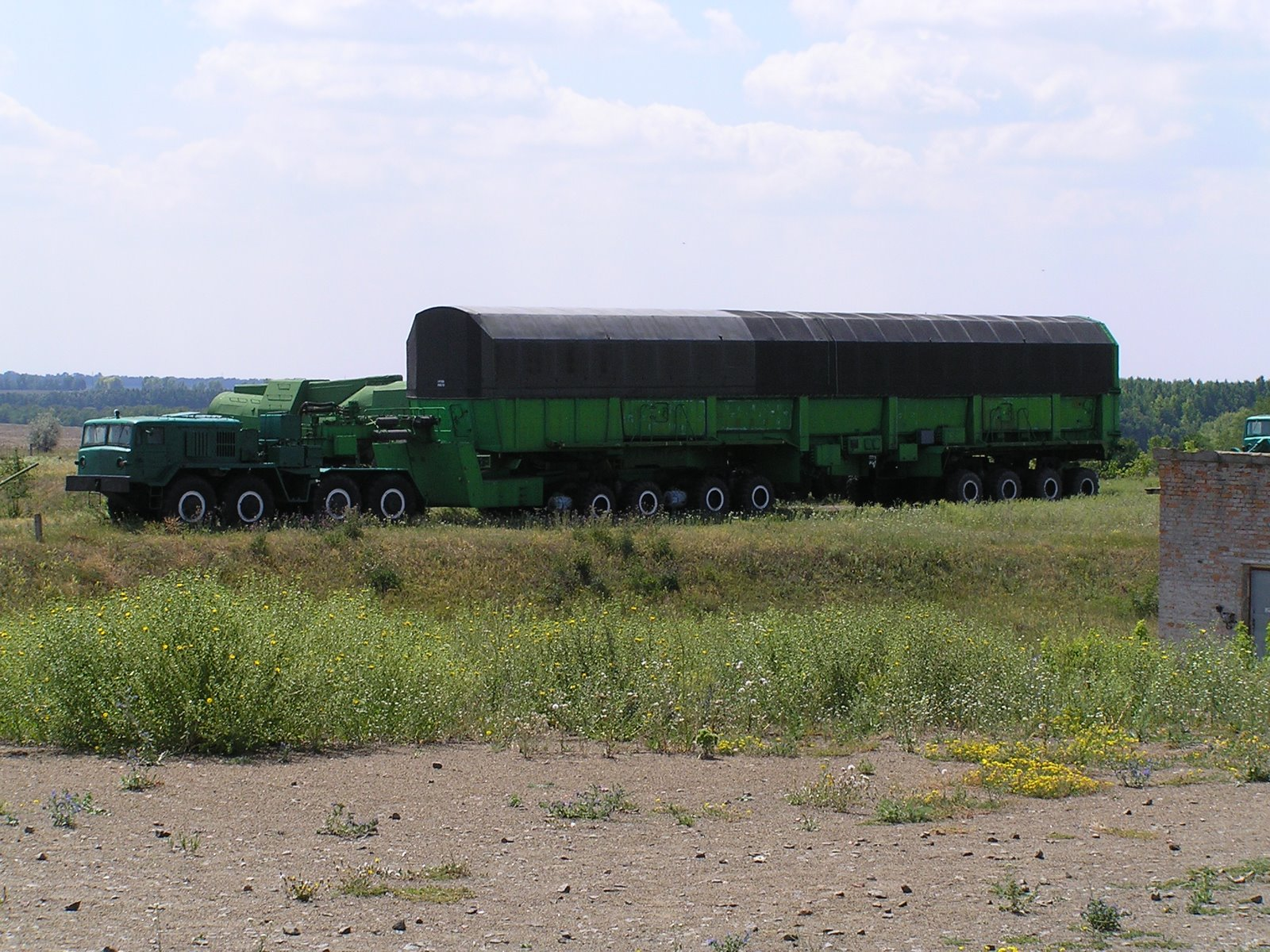
MAZ-537 transport de missile en Ukraine du Musée des forces stratégiques.

## Culture populaire
Dans les jeux vidéo MudRunner et SnowRunner, le MAZ-537 est un des camions utilisables et est respectivement désigné « D-537 » et « ZikZ 605R ». Il est également visible en tant qu'objet du décor dans le jeu vidéo S.T.A.L.K.E.R. 2: Heart of Chornobyl.